# بوبي براون (لاعب كرة قاعدة)
بوبي براون (بالإنجليزية: Bobby Brown)‏ هو طبيب قلب أمريكي، ولد في 25 أكتوبر 1924 في سياتل في الولايات المتحدة.

## وصلات خارجية
- بوبي برَاون على موقع دوري كرة القاعدة الرئيسي (الإنجليزية)
- بوبي برَاون على موقعبيزبول رفرنس.كوم (الدوري الرئيسي) (الإنجليزية)
- بوبي برَاون على موقعبيزبول رفرنس.كوم (الدوري الثانوي) (الإنجليزية)
- بوبي برَاون على موقع إي إس بي إن.كوم (أم.أل.بي) (الإنجليزية)
- بوبي برَاون على موقع مشجعي الرسوم البيانية (الإنجليزية)